# Erythroplatys cardinalis
Erythroplatys cardinalis är en skalbaggsart som beskrevs av Monné och Lúcia Maria de Campos Fragoso 1990. Erythroplatys cardinalis ingår i släktet Erythroplatys och familjen långhorningar. Inga underarter finns listade i Catalogue of Life.